# Gesundheit aktiv
Gesundheit Aktiv – Anthroposophische Heilkunst e. V. ist ein bundesweit tätiger Verein mit Sitz in Berlin, der sich aus der Sicht einer anthroposophischen Weltanschauung mit Gesundheitsfragen beschäftigt. Rund 8.000 Privatpersonen und etwa 100 Organisationen sind Mitglieder des Vereins. Er finanziert sich durch Mitgliedsbeiträge, Spenden und den Verkauf von Publikationen. Geschäftsführender Vorstand ist der Kinderarzt und Gesundheitsökonom Stefan Schmidt-Troschke. Der Verein ist registriert im Vereinsregister des Amtsgerichts Berlin-Charlottenburg unter der Vereinsregister-Nummer VR 31743 B.

## Geschichte
1952 wurde der Verein von dem anthroposophisch orientierten Arzt Walther Bühler zusammen mit Hartmut Vogel und Wilma Leimann unter dem Namen „Verein für ein erweitertes Heilwesen e. V.“ in Unterlengenhardt gegründet. Ziel der Vereinsgründung war der Einsatz für eine Medizin auf anthroposophischer Grundlage. Der Verein veröffentlichte eine Reihe von Publikationen zu Krankheitsbildern und Lebensbereichen.
2002 wurde der Verein in GESUNDHEIT AKTIV – Anthroposophische Heilkunst e. V. umbenannt. 2012 zog er in seinen neuen Hauptsitz nach Berlin. Gleichzeitig wurde die Geschäftsführung neu besetzt.

## Aktivitäten
Der Verein unterhält einen eigenen Buchverlag. Zudem veröffentlicht er vierteljährlich die Zeitschrift Gesundheit aktiv – Das Magazin (vormals point) mit einer Druckauflage von 14.000 Stück. Es behandelt schwerpunktmäßig gesundheitspolitische Themen und thematisiert Fragen nach einer humanistischen und salutogenetisch orientierten Medizin. Darüber hinaus vermittelt der Verein Anregungen und Ratschläge zur Gesundheitsförderung und veranstaltet Vorträge, Konferenzen, Präventionskurse und Workshops zu gesundheitlichen Themen.